# Janos Pipis
Janos Pipis, gr. Γιάννος Πίπης (ur. 25 lutego 1966 w Nikozji) – cypryjski narciarz alpejski. Wystąpił na ZIO 1984 w Sarajewie. Wystartował w slalomie (47. miejsce) i w slalomie gigancie (75. miejsce). 

## Wyniki olimpijskie
| Igrzyska      | Konkurencja            | Czas    | Wynik |
| ------------- | ---------------------- | ------- | ----- |
| Sarajewo 1984 | Slalom gigant mężczyzn | 4:07.73 | 75.   |
| Sarajewo 1984 | Slalom mężczyzn        | 3:01.52 | 47.   |